# Sieniawa (województwo małopolskie)
Sieniawa  – wieś w Polsce, położona w województwie małopolskim, w powiecie nowotarskim, w gminie Raba Wyżna, w Kotlinie Rabczańskiej.
W latach 1975–1998 wieś położona była w województwie nowosądeckim.

## Historia
Według Słownika geograficznego Królestwa Polskiego i innych krajów słowiańskich (T. X), we wsi w roku 1869 było 129 domów i 734 mieszkańców (363 mężczyzn i 371 kobiet), natomiast w roku 1888 wieś liczyła już 141 domów. Ludność wynosiła wtedy 755 (369 mężczyzn oraz 386 kobiet). Miejscowość do lat 80. XX wieku należała, razem z Rokicinami oraz Bielanką do rzymskokatolickiej parafii św. Stanisława BM w Rabie Wyżnej. Tutaj także znajdują się źródła rzeki Raby.

## Integralne części wsi
| części wsi | Bachulówka Niżnia, Bachulówka Wyżnia, Bełtówka, Cepielówka, Chorówka, Cielichówka, Domałówka, Dudkówka, Ferkówka, Gapkówka, Jańczurówka, Janelówka, Janickówka, Kalębówka, Kotarbówka, Kowalówka, Królówka Niżnia, Królówka Wyżnia, Kudłasówka, Łajkówka, Martaużówka, Pasternakówka, Piaskówka, Pietrówka, Pytlówka, Rusnakówka, Stafirówka, Stanikówka, Szewczykówka, Talagówka, Trybuniówka, Węglarzówka, Wilkówka, Wszołówka, Zagroda, Żądłówka |

## Zabytki
Obiekty wpisane do rejestru zabytków nieruchomych województwa małopolskiego.
- Kościół filialny pw. św. Antoniego.
Kościół wybudowany kosztem właściciela wsi Andrzeja Sendzimira herbu Ostoja i jego żony Anny z Sierakowskich w latach 40. XVIII wieku.

- Dwór, spichrz, park.
Dworek dawnych właścicieli (w ciągu wieków były to rodziny: Sierakowskich, Sendzimirów następnie Borowskich, Zduniów i Głowińskich) stojący naprzeciw nowego kościoła parafialnego pod wezwaniem Niepokalanego Serca NMP.

- Zespół parkowo-dworski.

### Inne zabytki
- Drewniana dzwonnica w centrum wsi na roli Pytlówka.

## Oświata
W 2008 roku uroczyście obchodzono 100-lecie utworzenia w Sieniawie szkoły podstawowej. Jej pierwszym nauczycielem był Franciszek Boroń, a placówce patronuje Władysław Orkan.

## Osoby związane z miejscowością
- Franciszek Boroń (1884-1972), pedagog, organizator szkoły podstawowej (1909-1920 z przerwą 1914-1918), radny
- Stanisław Janik (1928–1998), polski ratownik górski, przewodnik i działacz turystyczny oraz jego brat Antoni Janik (ur. 1930).
- Andrzej Zoll, prawnik, były przewodniczący PKW, sędzia i prezes Trybunału Konstytucyjnego oraz Rzecznik Praw Obywatelskich, profesor zwyczajny i wykładowca akademicki.

## Wybrana bibliografia na temat historii Sieniawy (źródła i literatura)
- Kronika parafii Raba Wyżna T. I, 1835 – 1993, oprac. M. Pietrzak, Kraków – Raba Wyżna 2011.
- Lustracja województwa krakowskiego 1765, cz. 1: powiaty sądecki, szczyrzycki, biecki, czchowski oraz księstwa zatorskiego i oświęcimskie, wyd. A. Falniowska-Gradowska, Warszawa – Kraków 1973, s. 62 – 63.
- Słownik geograficzny Królestwa Polskiego i innych krajów słowiańskich, pod red. B. Chlebowskiego, F. Sulimierskiego, W. Walewskiego, T. X, Warszawa 1889, s. 559.
- Gmina Raba Wyżna, zebrał i oprac. E. Siarka, Kraków – Michałowice 2004.
- J. Kondracki, Geografia regionalna Polski, Warszawa, 1998.
- M. Koszarek, Z dziejów Parafii Św. Stanisława BM w Rabie Wyżnej w latach 1580–2001, Kraków 2001.
- J. Kracik, Duchowe niedostatki wsi beskidzkiej w przeddzień utworzenia parafii – Spytkowice 1758, [w:] „Nasza Przeszłość” 60: 1983, s. 161–191.
- J. Kracik, Parafia Raba Wyżna w XVI – XVIII wieku, [w:] "Analecta Cracoviensia" XXX – XXXI 1998-1999, s. 493 – 503.
- J. Kracik, Spytkowice za królewskich i cesarskich czasów. Wieś i parafia, Kraków 2008.
- T. Kubowicz, Sieniawa, [w:] 25-lecie Klubu Raba Wyżna w Ameryce Północnej…i tam gdzie nasze korzenie, Chicago 1996, bs.
- M. Łukaszczyk, 550 lat dekanatu nowotarskiego, Nowy Targ 1998.
- Z. Pytel, M. Susek, Drewniane Świątynie Archidiecezji krakowskiej, Kraków 1999, s. 120.
- J. Wójcik, Zarys dziejów Sieniawy na tle Gminy Raba Wyżna, Kraków 1998.
- A. Zoll, Zollowie. Opowieść rodzinna, Kraków 2011.
- Oficjalna strona Szkoły podstawowej im. Władysława Orkana w Sieniawie